# Sten Ove Eike
Sten Ove Eike (Skudenes, 8 ottobre 1981) è un calciatore norvegese, attaccante dello Skudenes.

## Carriera

### Club
Eike iniziò la carriera allo Skudenes e si trasferì nel 2004 allo Haugesund. Con il nuovo club, debuttò nell'Adeccoligaen il 12 settembre dello stesso anno, quando subentrò a Christian Grindheim nel tre a zero impartito al Tromsdalen. Segnò la prima rete in questa divisione soltanto il 15 ottobre 2006, a causa della retrocessione del 2004: fu lui infatti che permise il successo per uno a zero della sua squadra sullo Hødd.
Nel 2007, il suo club arrivò fino alla finale della Norgesmesterskapet. Eike fu titolare nell'incontro con il Lillestrøm, conclusosi però con una sconfitta per due a zero.
Nel 2009, contribuì con 14 presenze e 6 reti alla promozione della sua squadra nella Tippeligaen. Debuttò nella massima divisione norvegese il 29 gennaio 2010 nel pareggio per due a due in casa dello Start. A fine stagione, totalizzò 12 apparizioni senza mai andare in rete.
Il 15 agosto 2011, passò al Sandefjord a titolo definitivo. Esordì in squadra il 21 agosto, sostituendo Eirik Lamøy nella sconfitta per 2-1 contro il Bodø/Glimt. Il 28 agosto segnò la prima rete, che permise il successo per 2-1 sul campo del Løv-Ham. A fine stagione, si svincolò dal club e tornò allo Skudenes.

## Palmarès

### Club

#### Competizioni nazionali
- Adeccoligaen: 1

Haugesund: 2009